# De Salaberry (division sénatoriale canadienne)
Ne doit pas être confondu avec De Salaberry (conseil législatif).
Pour les articles homonymes, voir De Salaberry.
Division du Sénat du Canada
De Salaberry est une division sénatoriale du Canada.

## Description
Son territoire correspond approximativement à ceux des municipalités régionales de comté de Beauharnois-Salaberry, du Haut-Saint-Laurent et de Roussillon dans la Vallée-du-Haut-Saint-Laurent, en Montérégie.

## Liste des sénateurs
| Mandat | Mandat                                                           | Sénateur                       | Parti                     | Nommé par           |
| ------ | ---------------------------------------------------------------- | ------------------------------ | ------------------------- | ------------------- |
|        | 23 octobre 1867 - 1er octobre 1873                               | Louis Renaud                   | Conservateur              | Proclamation royale |
|        | 31 octobre 1873 - 17 janvier 1890                                | François-Xavier-Anselme Trudel | Conservateur              | Macdonald           |
|        | 9 février 1891 - 17 janvier 1895                                 | Joseph Tassé                   | Conservateur              | Macdonald           |
|        | 2 janvier 1896 - 27 juin 1901                                    | Joseph Octave Villeneuve       | Conservateur              | Bowell              |
|        | 7 février 1902 - 12 septembre 1933                               | Frédéric-Liguori Béique        | Libéral                   | Laurier             |
|        | 30 décembre 1933 - 10 septembre 1940                             | Guillaume-André Fauteux        | Conservateur              | Bennett             |
|        | 7 novembre 1940 - 18 mars 1976                                   | Léon Mercier Gouin             | Libéral                   | King                |
|        | 27 mars 1979 - 17 mars 1988                                      | Yvette Boucher Rousseau        | Libéral                   | Trudeau             |
|        | 26 septembre 1988 - 25 mai 1993                                  | Jean-Marie Poitras             | Progressiste-conservateur | Mulroney            |
|        | 18 juin 1993 - 23 avril 2015                                     | Pierre Claude Nolin            | Progressiste-conservateur | Mulroney            |
|        | 18 mars 2016 - 21 octobre 2019                                   | André Pratte                   | Indépendant               | Trudeau             |
|        | 29 juillet 2021 - 20 juillet 2046 (date de retraite obligatoire) | Michèle Audette                | Non-affilié(e)            | Justin Trudeau      |